# 엠마 (1996년 극장 영화)
《엠마》(영어: Emma)는 1996년 개봉한 미국과 영국의 시대극 코미디 영화로, 동명 소설을 원작으로 한다. 더글러스 맥그래스가 각본과 감독을 맡았고, 패트릭 캐서베티와 스티븐 해프트가 제작했으며, 귀네스 팰트로, 앨런 커밍, 토니 콜렛, 이완 맥그리거, 제러미 노섬 등이 출연하였다.
이 영화는 친구와 이웃을 위해 중매를 하던 중 사랑의 기회를 거의 놓쳐버린 19세기 영국의 젊은 여성 에마 우드하우스의 이야기를 담고 있다.
이 영화는 1996년 6월 7일 시애틀 국제 영화제에서 처음 개봉되었으며, 이후 1996년 8월 2일 미국에서 미라맥스에 의해 극장 개봉되었고, 영국에서는 1996년 9월 13일 개봉되었다. 비평가들로부터 긍정적인 평가를 받았으며 박스 오피스에서 전 세계적으로 3,730만 달러의 수익을 올렸다.

## 줄거리
19세기 초 잉글랜드를 배경으로, 에마(엠마) 우드하우스라는 젊고 사교적인 여성이 등장한다. 그녀는 가정 교사였던 테일러 양의 결혼을 성공적으로 이끈 후 스스로를 마을 최고의 중매쟁이라고 여기며, 주변 사람들의 연애에 적극적으로 개입하기 시작한다. 에마의 아버지와 가족의 오랜 친구인 나이틀리는 그녀의 이러한 행동을 만류하지만, 에마는 아랑곳하지 않고 친구 해리엇과 마을 목사 엘턴의 짝짓기를 계획한다.
농부 마틴이 해리엇에게 청혼하지만, 에마는 해리엇에게 더 나은 기회가 있다고 믿으며 거절하도록 부추긴다. 한편 엘턴은 에마에게 호감을 표현하며 접근하지만 에마는 엘턴이 해리엇을 좋아하는 것으로 오해한다. 결국 엘턴은 에마에게 사랑을 고백하고, 에마는 단호하게 거절한다. 이후 엘턴은 허영심 많은 사교계 명사와 결혼하며, 이 여성은 후에 에마와 경쟁 관계를 형성한다.
시간이 흐르면서 에마의 친구들 사이의 복잡한 감정들이 드러난다. 에마는 잠시 웨스턴 씨의 아들 프랭크 처칠에게 끌리지만, 그를 해리엇과 엮으려 한다. 하지만 프랭크는 사실 제인 페어팩스와 비밀리에 약혼한 사이였고, 에마에게 보인 관심은 이런 자신의 비밀을 감추기 위한 행동이었다. 해리엇은 프랭크에게 관심이 없으며, 무도회에서 자신을 무시한 엘턴과 달리 친절하게 대해준 나이틀리에게 호감을 느낀다. 한편 나이틀리는 에마를 사랑하게 된다.
어느 날 에마는 피크닉 자리에서 가난한 베이츠 양을 조롱하고, 나이틀리는 에마의 행동을 크게 질책한다. 자신의 잘못을 깨달은 에마는 베이츠 양에게 사과하고 관계를 회복하려 노력한다. 나이틀리가 잠시 마을을 떠나 있는 동안 에마는 그를 계속 생각하며, 그에 대한 자신의 감정이 사랑임을 깨닫는다. 나이틀리가 돌아온 후 에마는 자신을 사랑하는 해리엇을 보며 혼란스러워하지만, 나이틀리와 대화 끝에 마침내 서로의 마음을 확인하고 약혼한다. 이로 인해 상처받은 해리엇은 에마를 피하지만, 결국에는 오랫동안 좋아했던 마틴과 약혼하며 행복을 찾는다. 영화는 에마와 나이틀리의 결혼으로 마무리된다.

## 출연
- 귀네스 팰트로 - 에마 우드하우스 역
- 토니 콜렛 - 해리엇 스미스 역
- 앨런 커밍 - 필립 엘턴 역
- 이완 맥그리거 - 프랭크 처칠 역
- 제러미 노섬 - 조지 나이틀리 역
- 그레타 스카키 - 앤 테일러 웨스턴 역
- 줄리엣 스티븐슨 - 오거스타 호킨스 엘턴 역
- 폴리 워커 - 제인 페어팩스 역
- 소피 톰프슨 - 베이츠 양 역
- 제임스 코즈모 - 웨스턴 씨 역
- 데니스 호손 - 헨리 우드하우스 역
- 필리다 로 - 베이츠 부인 역

## 우리말 녹음
KBS 성우진 (2002년 4월 27일)
- 송도영 - 에마(귀네스 팰트로)
- 안경진 - 해리엇(토니 콜렛)
- 오세홍 - 나이틀리(제러미 노섬)
- 김환진 - 엘턴(앨런 커밍)
- 황원 - 아버지(데니스 호손)
- 정훈석 - 프랭크(이완 맥그리거)
- 유민석
- 강연숙
- 박은숙
- 김정주
- 박규웅
- 김순영
- 문선희
- 유동균